# Grote of Sint-Janskerk (Schiedam)

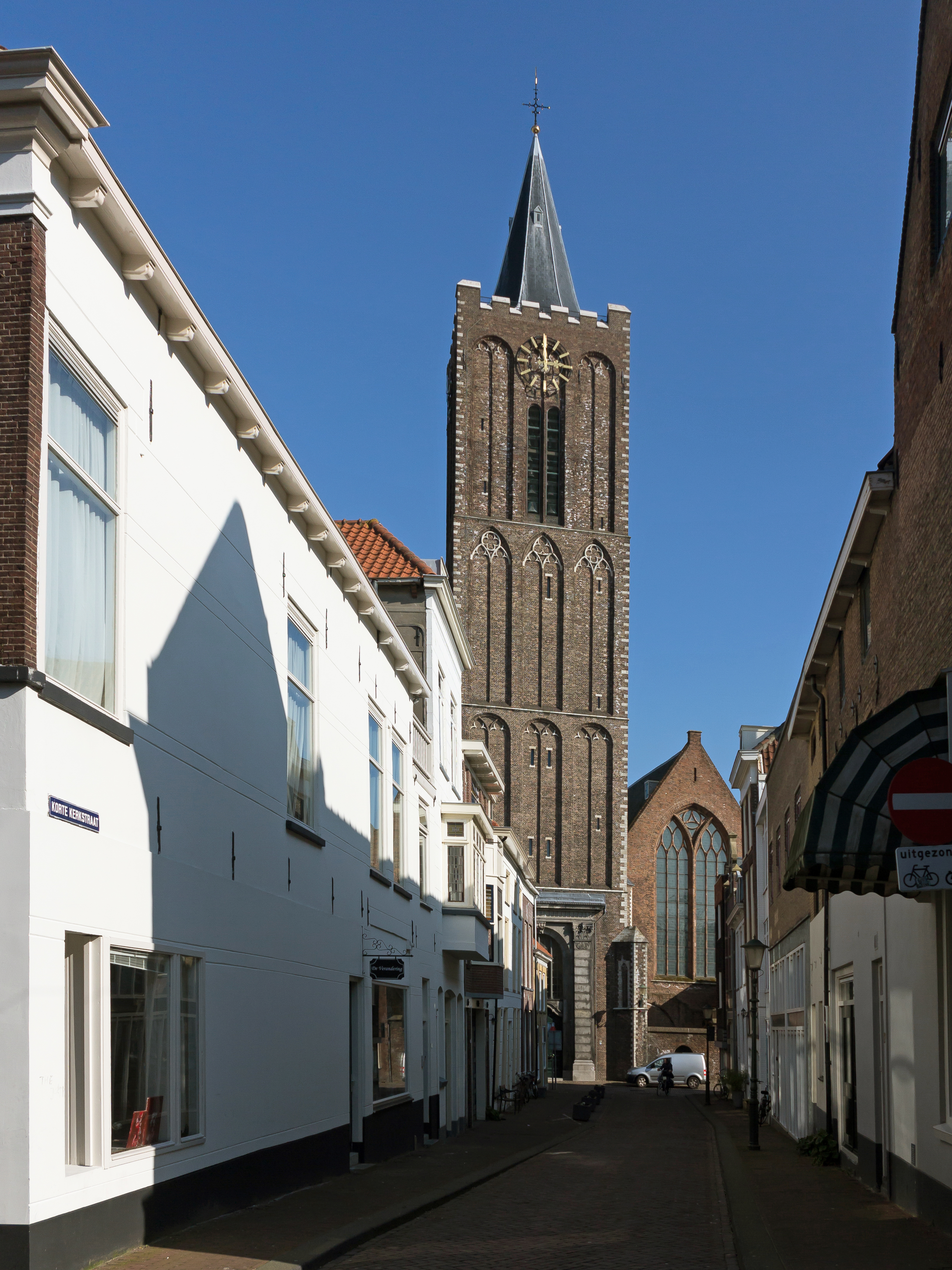
De Sint-Janskerk in 2016

De Sint-Janskerk, ook wel de Grote Kerk, is een driebeukige hallenkerk in Schiedam, die werd gebouwd op de plaats waar in de 13e eeuw al een kerk had gestaan. 

## Geschiedenis
De bouw van de huidige kerk werd in 1335 begonnen. Tijdens de Reformatie kwam de van oorsprong katholieke kerk in handen van de protestanten. De kerk wordt gebruikt door de 'Protestantse Gemeente te Schiedam' die deel uitmaakt van de Protestantse Kerk in Nederland.
In 1425 bestond het kerkgebouw uit het huidige middenschip met het vijfhoekig gesloten hoogkoor, het rechthoekig gesloten noord-of vrouwenkoor, de toren en een zuidkoor, voorloper van het huidige koor.
Bij de grote Schiedamse stadsbrand van 1428 werd de kerk deels vernield. Bij het herstel werd de kerk uitgebreid, onder andere bouwde men de noorderzijbeuk, de huidige waag. In 1434 werd, ter nagedachtenis aan Liduina van Schiedam, de Liduinakapel tegen de zuidmuur van het huidige middenschip aangebouwd.
Het interieur is vroeg renaissance, maar de preekstoel dateert nog van voor de Reformatie. De orgelkas die uit circa 1550 dateert werd gebouwd door Hendrik Niehoff, telg uit de bekende orgelbouwerfamilie Niehoff.
In 2023 werden de regenpijpen, die uit de zestiende en zeventiende eeuw stamden en van koper waren gemaakt, gestolen.

## Kunstwerk
Op 30 maart 2010 onthulde koningin Beatrix in de kerk een kunstwerk van de Schiedamse kunstenaar Sjef Henderickx. Het bestaat uit bijna duizend brokstukken afkomstig van middeleeuwse altaren die stuk geslagen zijn ten tijde van de beeldenstorm. De brokstukken zijn onder de vloer van de kerk gevonden tijdens een restauratie in 1947. Ze werden sindsdien bewaard in het depot van het Stedelijk Museum Schiedam. Het kunstwerk bestaat uit een grote schaal waaruit brokstukken oprijzen die ten slotte de vorm van een lam aannemen.

## Afbeeldingen

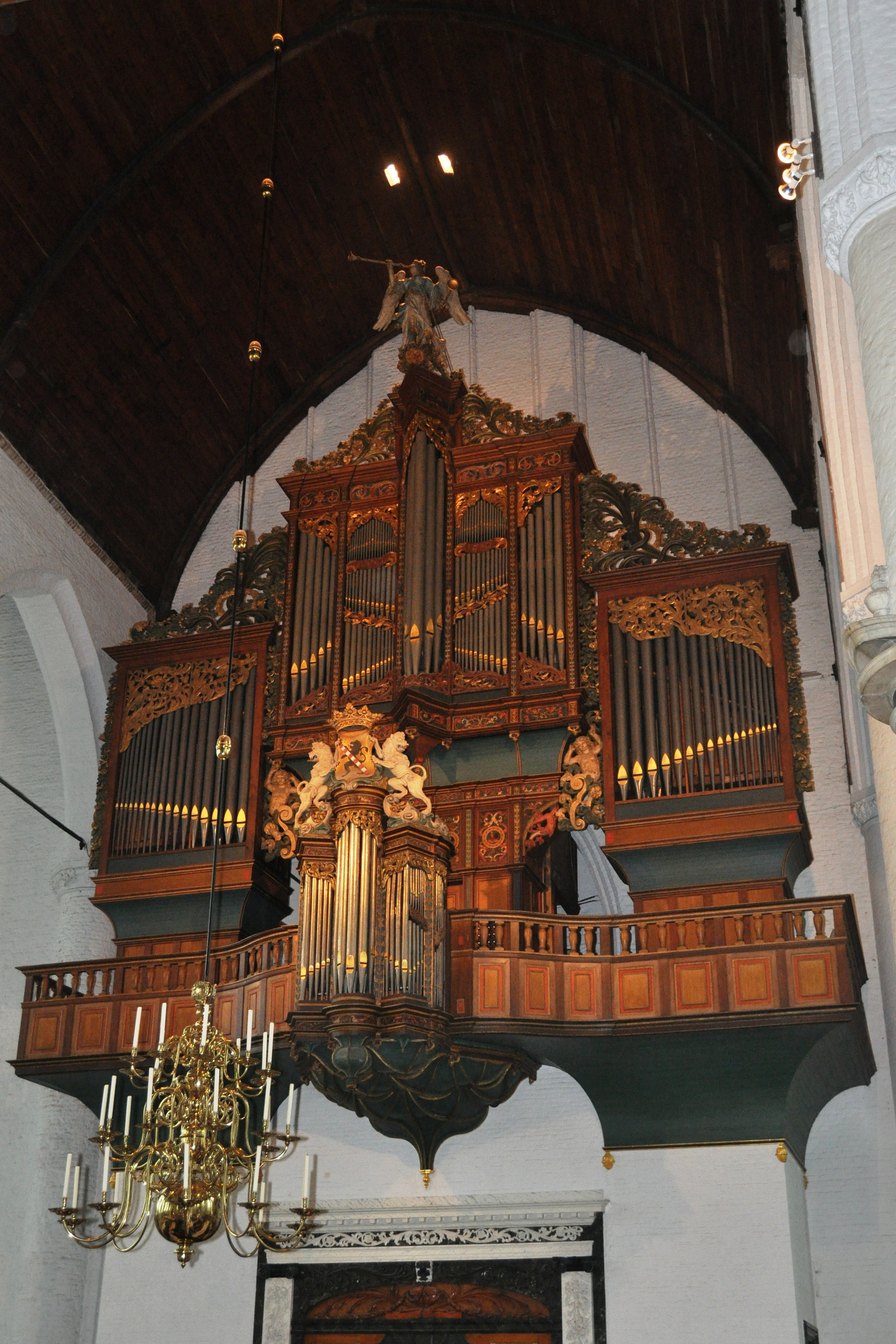
Orgelkas van Niehoff
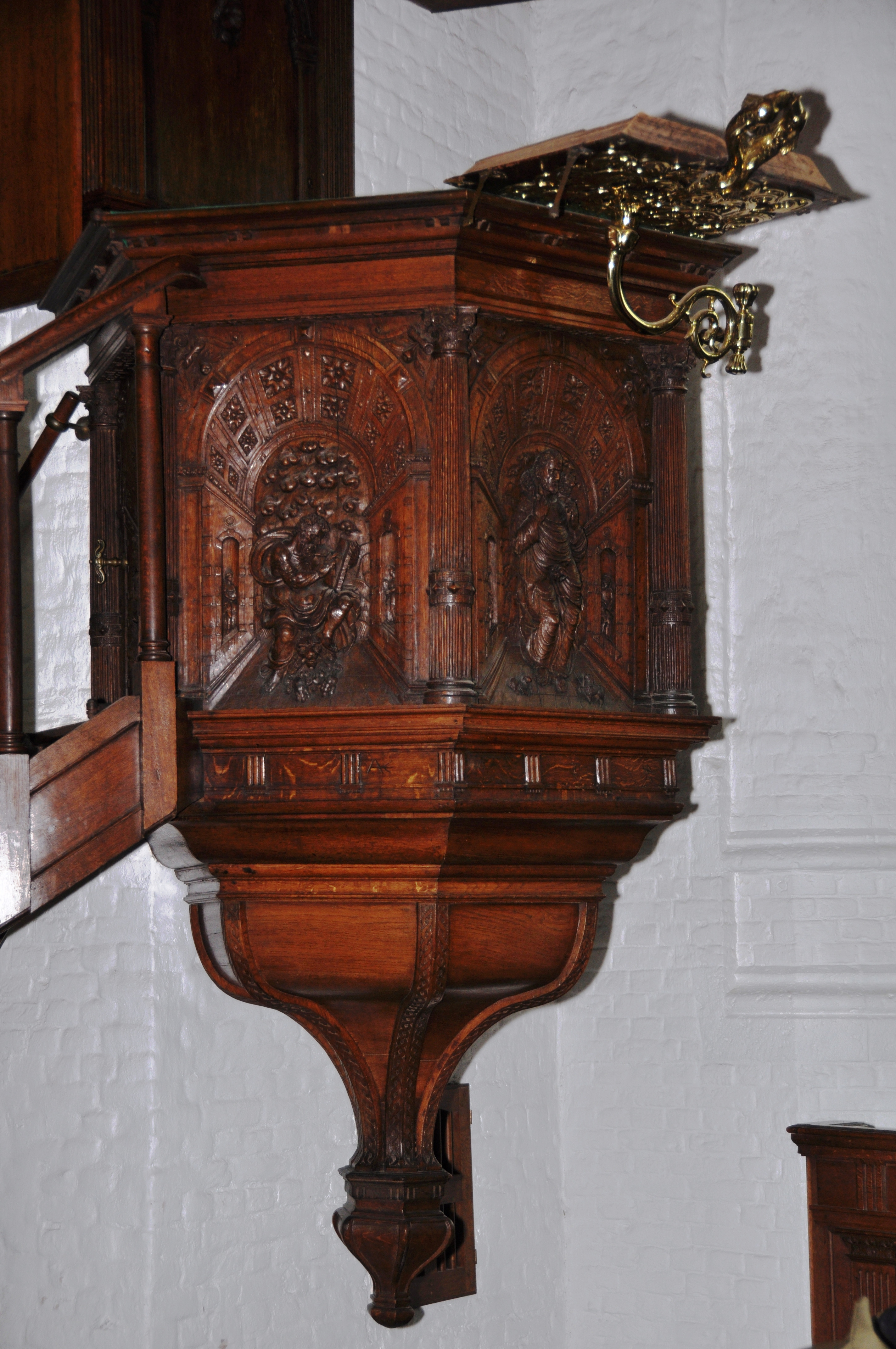
Preekstoel
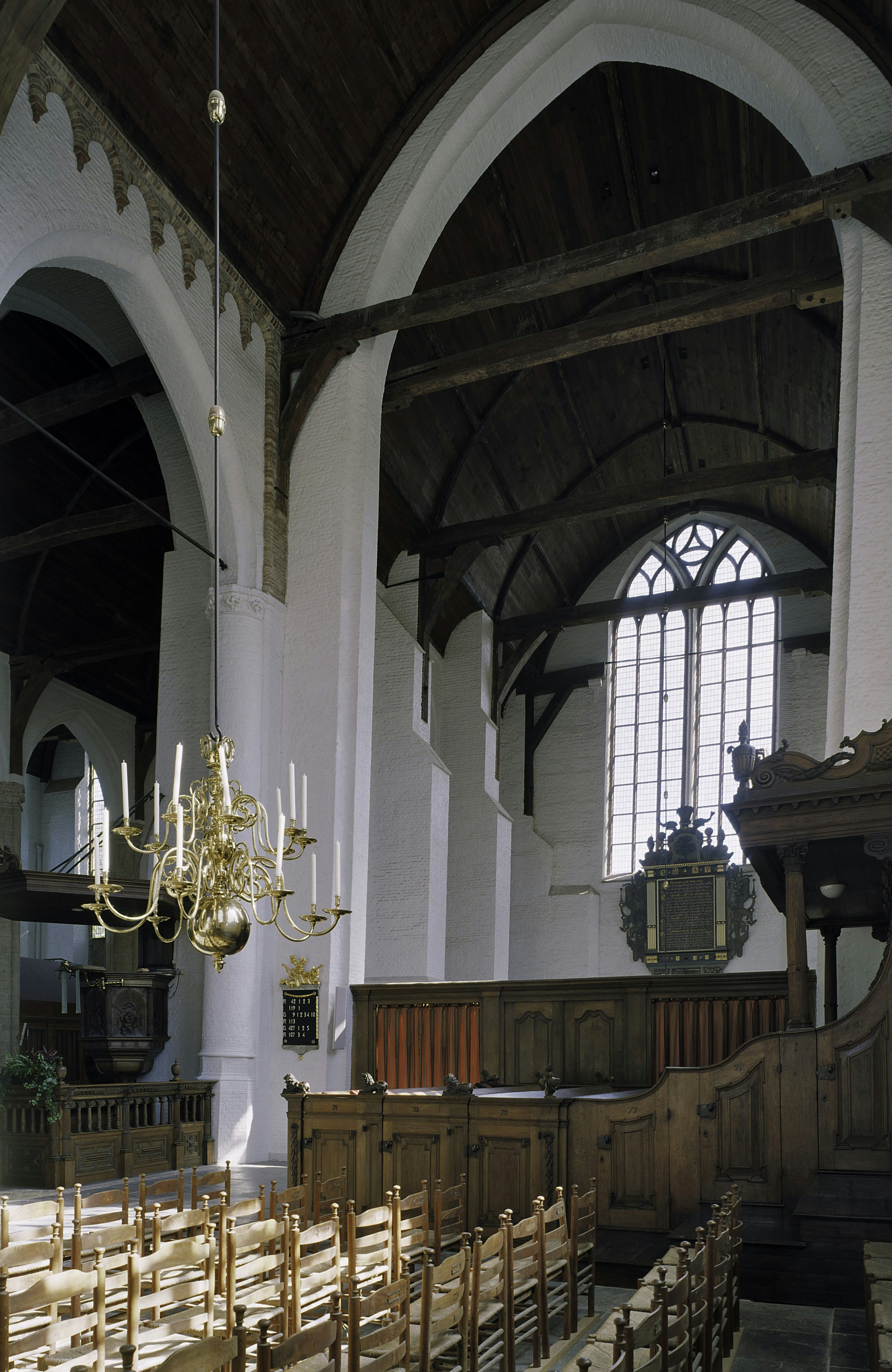
Interieur met koor
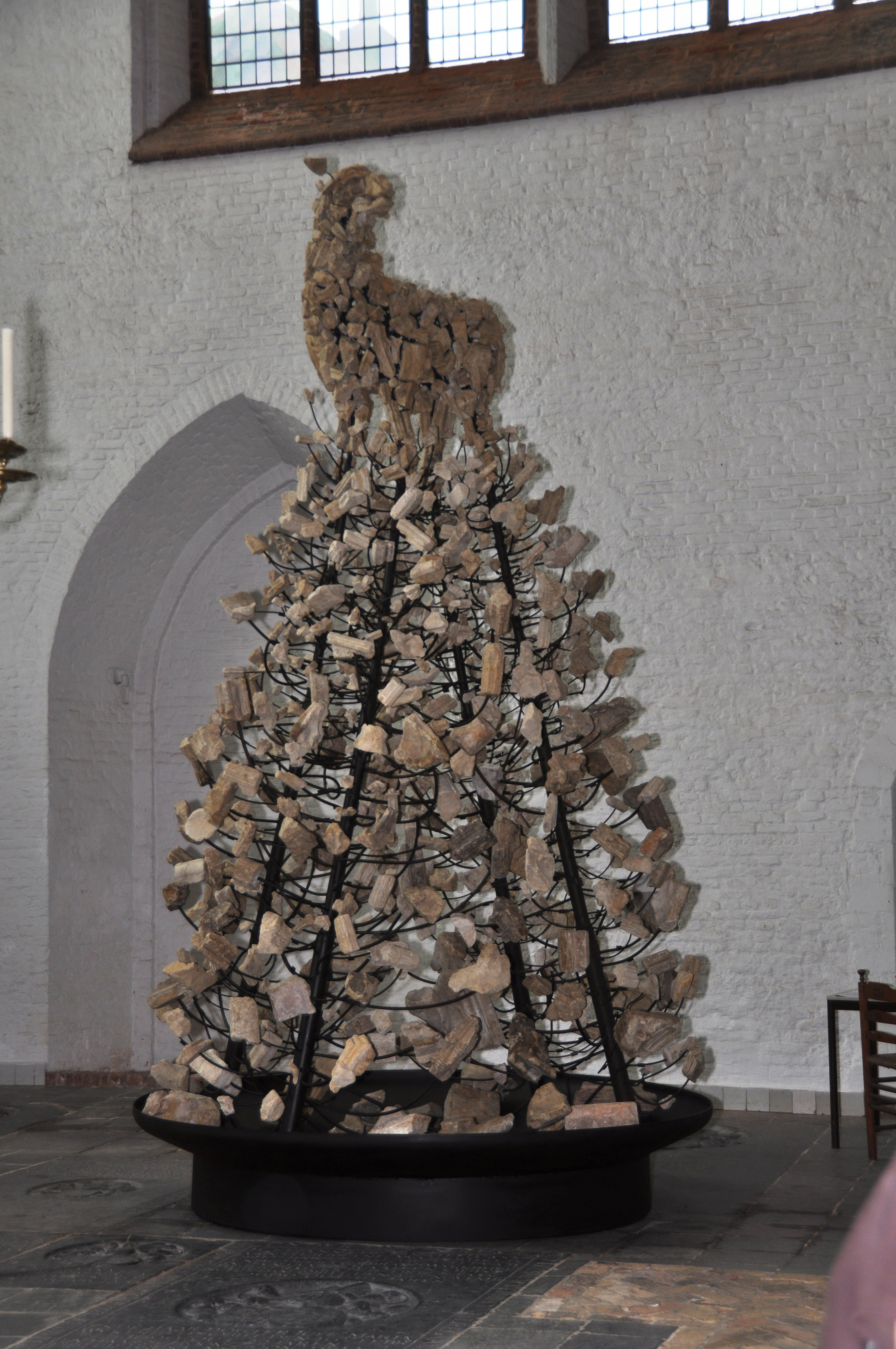
Kunstwerk van altaarbrokstukken
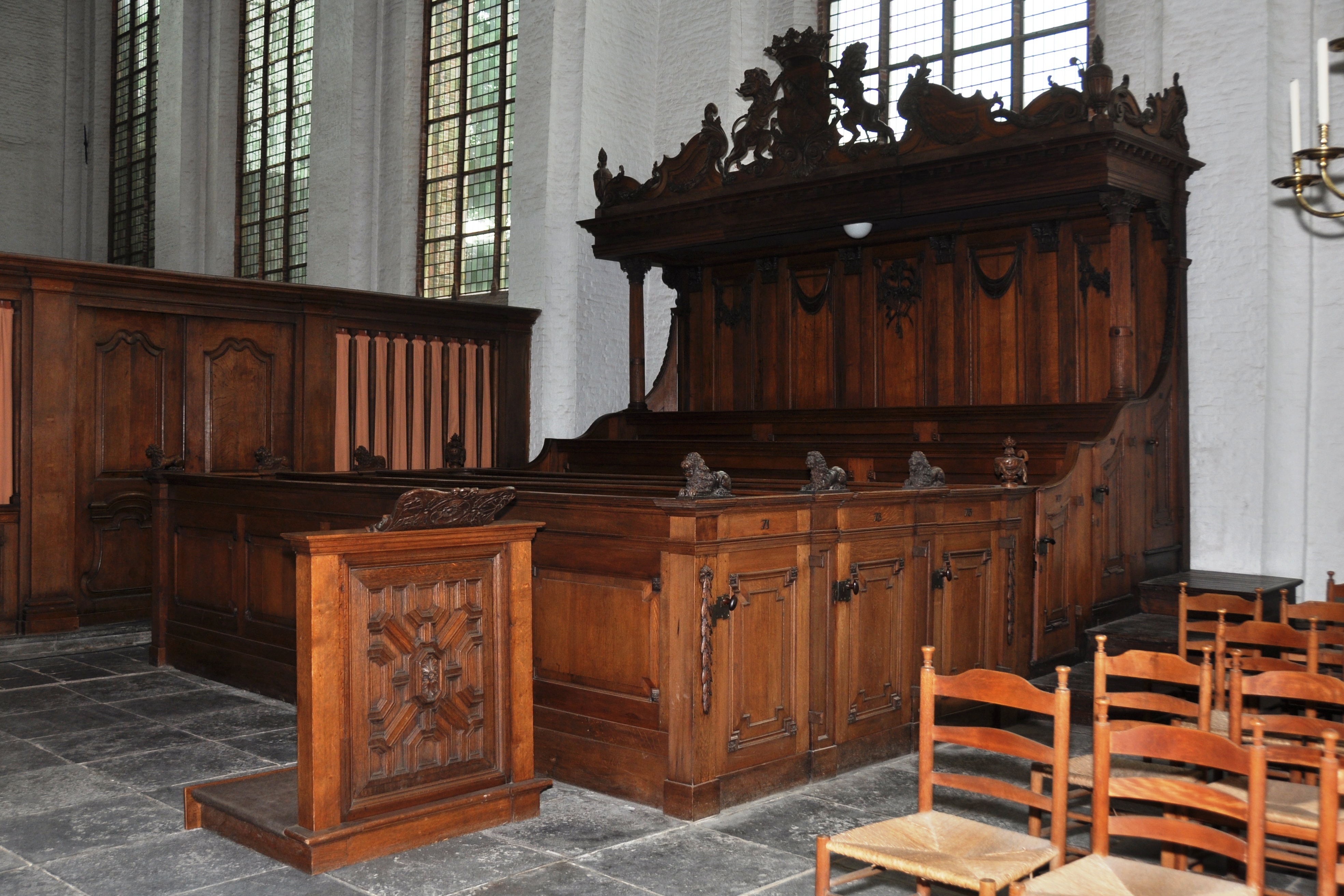
Herenbank